# Nowe Moczadła
Nowe Moczadła – kolonia wsi Moczadła w Polsce, położona w województwie kujawsko-pomorskim, w powiecie brodnickim, w gminie Brodnica.
W latach 1975–1998 miejscowość położona była w województwie toruńskim.
Przed 2023 r. miejscowość była miejscowością podstawową typu kolonia.